# Puig Gustinoi
El Puig Gustinoi és una muntanya de 120 metres que es troba al municipi de Sant Feliu de Guíxols, a la comarca catalana del Baix Empordà.